# Barru (Regierungsbezirk)
Barru (benannt nach dem gleichnamigen Königreich) ist ein Regierungsbezirk (Kabupaten) auf der indonesischen Insel Sulawesi. Verwaltunmgssitz ist der gleichnamige Küstenort.

## Geographie
Mit der Fläche von 1201,90 km² erreicht Barru Rang 14 auf der Liste der 24 Verwaltungseinheiten der 2. Ebene (Kabupaten und Kota) der Provinz. Der Flächenanteil beträgt 2,65 Prozent.

### Lage und Ausdehnung

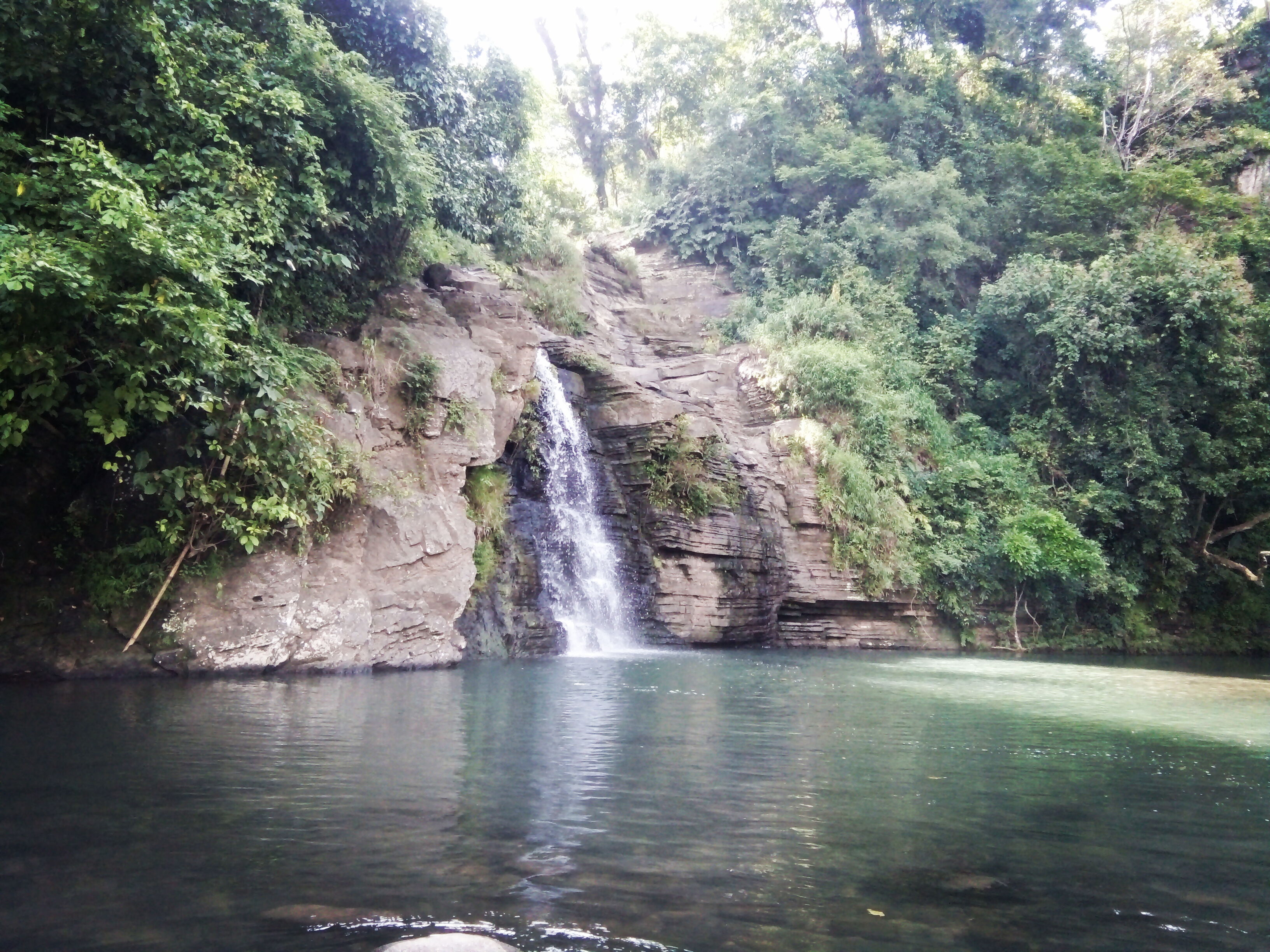
Der Wasserfall im Dorf Manuba

Der langgezogene Bezirk liegt an der Westküste der Provinz nördlich der Provinzhauptstadt Makassar. Er erstreckt sich auf Höhenlagen bis über 1500 Meter, davon:
- bis 100 m entsprechend 29,45 Prozent
- 100 bis 500 m mit 49,4 Prozent sowie
- darüber bis 1000 m mit 19,6 Prozent.

Er grenzt im Norden an die autonome Stadt (Kota) Parepare, im Nordosten an den Kabupaten Sidenreng Rappang (Sidrap), im Osten an Soppeng (nördlicher) und Bone (südlicher) sowie an den Kabupaten Pangkajene dan Kepulauan (Pangkep) im Süden. Im Westen ist die Küstenlinie der Straße von Makassar eine natürliche Grenze. Mit 26,5 Kilometer ist der Lipukasi der längste Fluss. Zu Barru gehören zehn Inseln.

### Grenzpunkte
Der Regierungsbezirk Barru liegt südlich des Äquators und hat folgende äußere Grenzpunkte:
| Richtung | Kode          | Kec.          | Desa / Kel.* | Koordinaten         |
| -------- | ------------- | ------------- | ------------ | ------------------- |
| N        | 73.11.05.1003 | Mallusetasi   | Bojo Baru*   | 04°04′01,31″ n. Br. |
| O        | 73.11.06.2002 | Pujananting00 | Gattareng    | 119°49′32,58″ ö. L. |
| S        | 73.11.06.2005 | Pujananting   | Bulo Bulo    | 04°48′02,36″ s. Br. |
| W        | 73.11.02.2010 | Tanete Rilau  | Lasitae a)   | 119°34′12,86″ ö. L. |

### Klima und Wetter
Im Bezirk herrscht wie im übrigen Indonesien tropisches Regenwaldklima (feuchttropisches Klima), es gibt eine trockene Jahreszeit und die Regenzeit mit fließenden Übergängen.
|                        | Jan | Feb | Mär | Apr | Mai | Jun | Jul  | Aug  | Sep  | Okt  | Nov  | Dez  |   |      |
| Mittl. Temperatur (°C) | 0   | 0   | 0   | 0   | 0   | 0   | 26,4 | 27,2 | 28,2 | 27,8 | 27,6 | 26,8 | ⌀ | 13,8 |
| Mittl. Tagesmax. (°C)  | 0   | 0   | 0   | 0   | 0   | 0   | 34,0 | 32,2 | 31,3 | 33,9 | 33,2 | 32,8 | ⌀ | 16,6 |
| Mittl. Tagesmin. (°C)  | 0   | 0   | 0   | 0   | 0   | 0   | 22,0 | 23,2 | 23,5 | 22,1 | 23,5 | 23,7 | ⌀ | 11,6 |
|                        |     |     |     |     |     |     |      |      |      |      |      |      |   |      |
| Niederschlag (mm)      | 511 | 248 | 342 | 258 | 511 | 248 | 342  | 258  | 89   | 110  | 28   | 38   | Σ | 2983 |
|                        |     |     |     |     |     |     |      |      |      |      |      |      |   |      |
| Regentage (d)          | 16  | 16  | 21  | 13  | 10  | 16  | 16   | 21   | 13   | 10   | 12   | 2    | Σ | 166  |
|                        |     |     |     |     |     |     |      |      |      |      |      |      |   |      |
| Luftfeuchtigkeit (%)   | 0   | 0   | 0   | 0   | 0   | 0   | 84   | 82   | 70   | 76   | 82   | 84   | ⌀ | 40,2 |

|  |

|  |

|  |

|  |

|  |

|  |

| 22,0 |

| 23,2 |

| 23,5 |

| 22,1 |

| 23,5 |

| 23,7 |

|  |

|  |

|  |

|  |

|  |

|  |

| 22,0 |

| 23,2 |

| 23,5 |

| 22,1 |

| 23,5 |

| 23,7 |

* In der Quelle mit „…“ bezeichnete Daten wurden (automatisch) leer gelassen bzw. mit 0 belegt.

## Verwaltungsgliederung

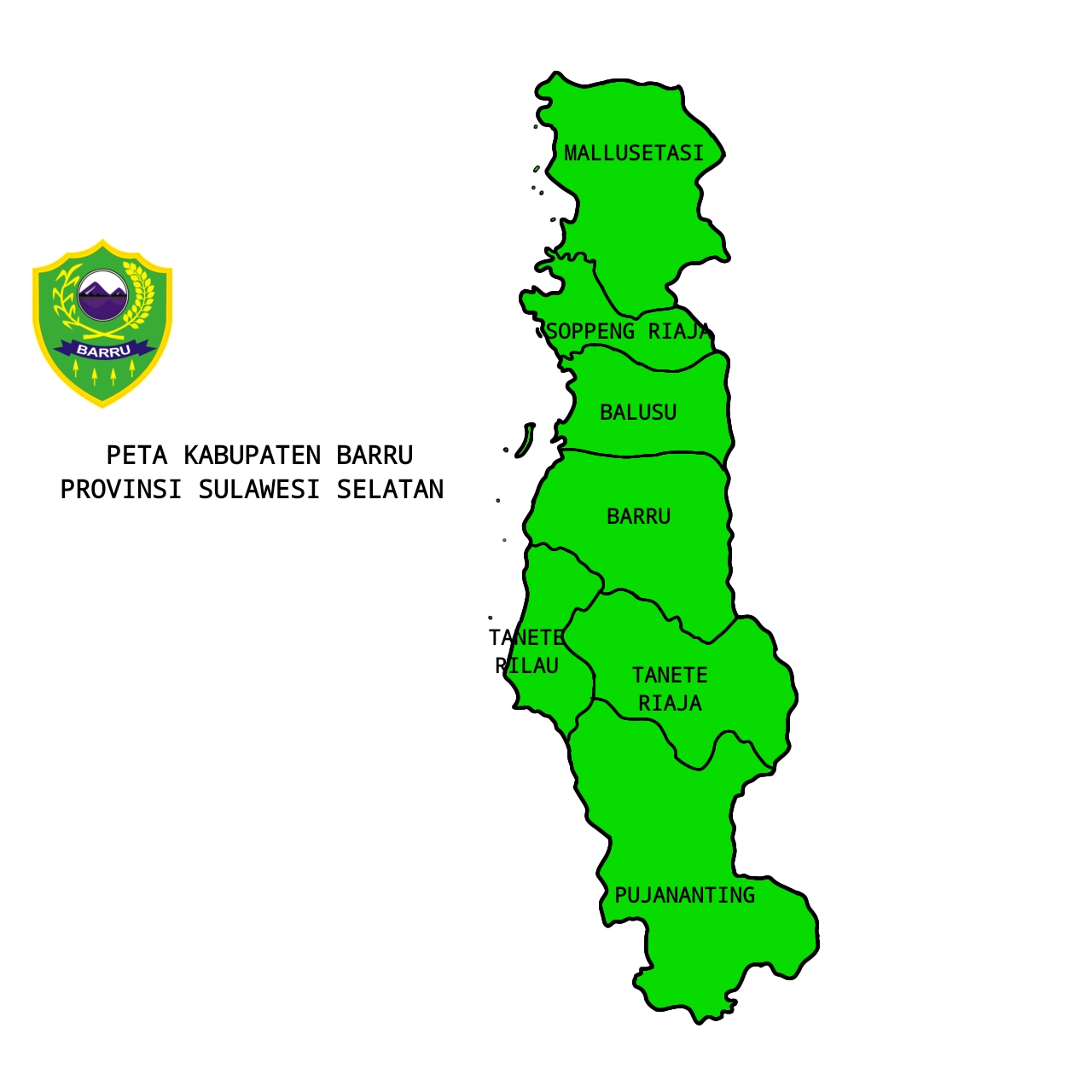
Verwaltungsübersicht

Der Bezirk Barru besteht aus sieben Distrikten (Kecamatan) mit 55 Dörfern (indonesisch Desa), 15 davon haben als Kelurahan einen urbanen Charakter. Die weitere Untergliederung erfolgt in 59 Lingkungan, 181 Dusun und 749 Rukun Tetangga (RT).
| Code 1)  | Kecamatan Distrikt | Ibukota Verwaltungssitz | Fläche (km²) | Einw. Zensus 2010 2) | Volkszählung 2020 3) | Volkszählung 2020 3) | Volkszählung 2020 3) | Anzahl der … |      |
| Code 1)  | Kecamatan Distrikt | Ibukota Verwaltungssitz | Fläche (km²) | Einw. Zensus 2010 2) | Einw. 3)             | 0Dichte 4)0          | Sex Ratio 5)         | Desa         | Kel. |
| -------- | ------------------ | ----------------------- | ------------ | -------------------- | -------------------- | -------------------- | -------------------- | ------------ | ---- |
| 73.11.01 | Tanete Riaja       | Lompo Riaja             | 174,29       | 21.899               | 25.217               | 144,7                | 96,00                | 6            | 1    |
| 73.11.02 | Tanete Rilau       | Lalolang                | 79,17        | 32.763               | 37.196               | 469,8                | 96,73                | 8            | 2    |
| 73.11.03 | Barru              | Sumpang Binangae00      | 199,32       | 38.333               | 43.975               | 220,6                | 96,35                | 5            | 5    |
| 73.11.04 | Soppeng Riaja00    | Mangkoso                | 58,90        | 17.598               | 18.471               | 313,6                | 96,07                | 5            | 2    |
| 73.11.05 | Mallusetasi        | Palanro                 | 216,58       | 25.030               | 27.576               | 127,3                | 93,41                | 5            | 3    |
| 73.11.06 | Pujananting        | Mattappawalie           | 314,26       | 12.785               | 13.104               | 41,7                 | 93,29                | 6            | 1    |
| 73.11.07 | Balusu             | Takkalasi               | 112,20       | 17.575               | 18.913               | 168,6                | 97,14                | 5            | 1    |
| 73.11    | Kab. Barru         | Kab. Barru              | 1.174,72     | 165.983              | 184.452              | 157,0                | 95,76                | 40           | 15   |

## Demographie
Barru rangiert auf der 24-stelligen Bevölkerungsliste der Untereinheiten auf Rang 21 mit einem Anteil von 2,06 Prozent. Nur die beiden autonomen Städte (Kota) Parepare und Palopo sowie der Kabupaten Kepulauan Selayar weisen noch geringere Einwohnerzahlen auf. Mit der Bevölkerungsdichte von 163,1 Einw. je km ² liegt Barru unter dem Provinzwert und erreicht Rang 7 (Angaben von 2024). 
Neben indonesisch wird im Regierungsbezirk die Bugis-Sprache gesprochen.
Von der Bevölkerung am Jahresende 2024 waren 46,23 % ledig; 46,09 % verheiratet; 1,71 % geschieden sowie 5,97 % verwitwet.

### Durchschnittswerte der administrativen Einheiten
Für das Jahr 2024 wurden folgende Durchschnittswerte für Einwohnerzahl und Fläche (km²) für die Distrikte und die Dörfer ermittelt.
| Durchschnitt pro …  | Kab. Barru0 | Kab. Barru0 | Prov. SULSEL0 | Prov. SULSEL0 |
| Durchschnitt pro …  | Einw.       | Fläche      | Einw.         | Fläche        |
| ------------------- | ----------- | ----------- | ------------- | ------------- |
| Kecamatan           | 28.000      | 171,70      | 30.442        | 144,83        |
| Desa u. Kelurahan00 | 03.564      | 021,85      | 03.113        | 014,81        |

### Soziale Daten 2020
| Merkmal                                                             | Kab. Barru | 0Prov. Sulawesi Selatan0 |
| ------------------------------------------------------------------- | ---------- | ------------------------ |
| Bevölkerung unterhalb der Armutsgrenze (Tsd.)00                     | 14,440     | 776,830                  |
| Anteil der „armen Bevölkerung“ (indonesisch Penduduk miskin) (%)000 | 8,260      | 8,720                    |
| Arbeitslosenrate (%)                                                | 6,390      | 6,310                    |
| Lebenserwartung bei der Geburt (Jahre)                              | 69,020     | 70,570                   |
| HDI-Index                                                           | 71,000     | 71,930                   |
| Analphabetenrate (in %, 15+ J.)                                     | 9,580      | 7,440                    |
| Anteil der Altersgruppen                                            | 0Real0     | 00.Prozentual0           |
| Kinder (<15 J.)                                                     | 44.3140    | 24,02                    |
| arbeitsfähige Bevölkerung (15–64 J.)                                | 124.0250   | 67,24                    |
| Rentner und Pensionäre (>65 J.)                                     | 0.16.1130  | 08,74                    |

### Religion und Bevölkerungsverteilung
| Religion         | Gläubige | Anteil (%) | Gebäude | Anteil 2024 |
| ---------------- | -------- | ---------- | ------- | ----------- |
| Islam            | 174.4930 | 99,720     | 285 9)0 | 99,770      |
| Protestanten 10) | 4060     | 0,230      | 20      | 0,190       |
| Katholiken 10)   | 620      | 0,040      | 1       | 0,030       |
| Buddhisten       | 130      | 0,010      | –0      | 0,010       |

| Jahr | Gesamt- Bevölkerung | Männer | %     | Frauen | %     | Sex Ratio 5) |
| 2016 | 173.163             | 84.523 | 48,81 | 88.640 | 51,19 | 95,36        |
| 2017 | 174.871             | 85.468 | 48,87 | 89.403 | 51,13 | 95,60        |
| 2018 | 180.509             | 88.213 | 48,87 | 92.296 | 51,13 | 95,58        |
| 2019 | 182.373             | 89.248 | 48,94 | 93.125 | 51,06 | 95,84        |
| 2020 | 187.392             | 91.963 | 49,08 | 95.429 | 50,92 | 96,37        |
| 2021 | 189.877             | 93.231 | 49,10 | 96.646 | 50,90 | 96,47        |
| 2022 | 191.895             | 94.251 | 49,12 | 97.644 | 50,88 | 96,53        |
| 2023 | 194.543             | 95.571 | 49,13 | 98.972 | 50,87 | 96,56        |
| 2024 | 196.001             | 96.277 | 49,12 | 99.724 | 50,88 | 96,54        |

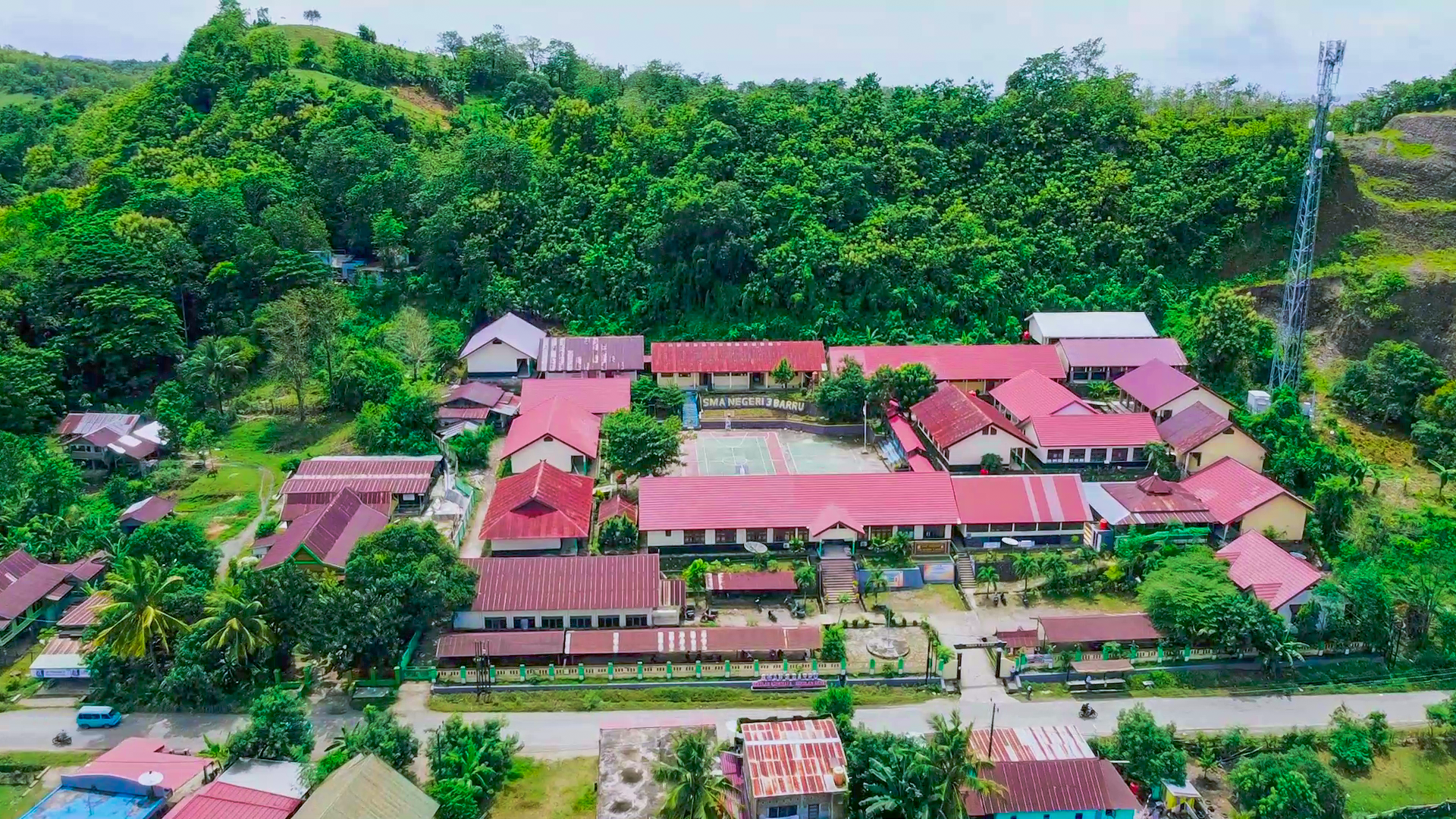
Luftansicht der Schule SMAN 3 in Barru

Obige Tabelle gibt die durch die Zivilstandsbüros (Disdukcapil, indonesisch Dinas Kependudukan dan Pencatatan Sipil) veröffentlichten Fortschreibungsergebnisse zum Jahresende wieder.

### Aktuelle Daten der Bevölkerungsfortschreibung
Nachfolgende Tabelle gibt den Einwohnerstand nach Geschlecht zur Volkszählung 2020, Ende 2022 sowie zum Jahresende 2024 wieder. Letztere resultieren aus den Ergebnissen der Fortschreibung durch die örtlichen Zivilstandsbüros (Disdukcapil, indonesisch Dinas Kependudukan dan Pencatatan Sipil). Der aktuelle Einwohnerstand kann jederzeit in einer interaktiven Karte abgerufen werden.

| Kecamatan       | Zensus 2020 | Zensus 2020 | Zensus 2020 | Ende 2022 | Ende 2024 | Ende 2024 | Ende 2024 | Fläche km² | Bevöl kerungs dichte | Sex Ratio 5) |
| Kecamatan       | Insg.       | männl.      | weibl.      | Ende 2022 | Insg.     | männl.    | weibl.    | Fläche km² | Bevöl kerungs dichte | Sex Ratio 5) |
| --------------- | ----------- | ----------- | ----------- | --------- | --------- | --------- | --------- | ---------- | -------------------- | ------------ |
| Tanete Riaja    | 25.217      | 12.351      | 12.866      | 25.718    | 26.806    | 13.187    | 13.619    | 189,97     | 141,11               | 96,83        |
| Tanete Rilau    | 37.196      | 18.252      | 18.944      | 37.831    | 39.941    | 19.678    | 20.263    | 75,50      | 528,99               | 97,11        |
| Barru           | 43.975      | 21.547      | 22.428      | 44.817    | 47.049    | 23.171    | 23.878    | 197,24     | 238,54               | 97,04        |
| Soppeng Riaja00 | 18.471      | 8.921       | 9.550       | 18.503    | 18.975    | 9.154     | 9.821     | 80,53      | 235,62               | 93,21        |
| Mallusetasi     | 27.576      | 13.588      | 13.988      | 27.884    | 28.580    | 14.162    | 14.418    | 227,64     | 125,55               | 98,22        |
| Pujananting     | 13.104      | 6.443       | 6.661       | 13.119    | 14.059    | 6.928     | 7.131     | 313,96     | 44,78                | 97,15        |
| Balusu          | 18.913      | 9.128       | 9.785       | 19.038    | 20.591    | 9.997     | 10.594    | 117,06     | 175,90               | 94,36        |
| Kab. Barru      | 184.452     | 90.230      | 94.222      | 186.910   | 196.001   | 96.277    | 99.724    | 1.201,90   | 163,08               | 96,54        |